# Turnaj kandidátů v šachu
Turnaje kandidátů (respektive v některých obdobích zápasy kandidátů) mistrovství světa je turnaj pořádaný od roku 1950 Mezinárodní šachovou federací. Jde o závěrečnou soutěž v určení vyzyvatele pro mistrovství světa v šachu. Vítěz turnaje kandidátů získává právo utkat se s držitelem titulu mistra světa. Původně se turnaje kandidátů konaly v tříletých intervalech, v současnosti je cyklus dvouletý.
Tato organizace cyklů mistrovství světa byla zavedena po smrti mistra světa A. Aljechina, první turnaj kandidátů se hrál v roce 1950 (cyklus MS začal v roce 1948). Počet hráčů se během let měnil a býval mezi osmi až patnácti hráči. Většina hráčů se kvalifikovala z mezipásmových turnajů, někteří dostali právo účastnit se turnaje bez účasti v mezipásmovém turnaji.
Do roku 1965 byl turnaj pořádán formou turnaje každý s každým. 
Od roku 1965 byl zvolen nový systém a to systém vyřazovacích zápasů, ten byl používán až do roku 1985. Proto se v tomto období často hovoří o „zápasu kandidátů“, ne „turnaji kandidátů“. V tomto případě bojovalo osm hráčů vyřazovacím systémem o právo vyzvat na zápas mistra světa. Čtvrtfinálové zápasy se zprvu hrály na dosažení 3 vítězství, později na deset partií a končily tehdy, když jeden z hráčů dosáhl alespoň 5,5 bodu. Pokud byl po poslední partii stav nerozhodný, došlo k prodloužení nejvýše třikrát vždy o 2 partie. Po nerozhodném výsledku zápasu i po prodloužení postoupil hráč s lepším výsledkem černými figurami. Pokud ani toto kritérium nemohlo rozhodnout o postupu, bylo přikročeno k losu. Tento případ se vyskytl pouze jednou (roku 1983 v zápase Smyslov – Hübner se losovalo ruletou). Finále se hrálo na různý počet partií, zprvu na 12, roku 1974 na 24 partií, v letech 1983 a 1986 na dosažení 4 vítězství.
Roku 1995-1996 byl poražený mistr světa rovněž účastníkem turnaje kandidátů a celkový vítěz se stal mistrem světa.
Od roku 2013 je turnaj kandidátů opět ve formátu každý s každým dvoukolově, účastní se jej kromě poraženého z posledního zápasu o titul mistra světa 7 dalších šachistů vybraných především na základě výkonů ve vybraných soutěžích, případně na základě ratingu Elo, v některých letech nominoval jednoho účastníka pořadatel turnaje.
Do turnaje kandidátů se probojovali dva čeští šachisté, a to Miroslav Filip v letech 1956 a 1962 a Vlastimil Hort v roce 1977.